# Attalea amygdalina
Espèce
Synonymes
- Attalea uberrima Dugand[1] [2]
- Attalea victoriana Dugand[1]

Attalea amygdalina est une espèce de palmiers (famille Arecaceae) du genre Attalea.

## Répartition
Ce palmier se retrouve en Colombie. Il pousse principalement dans les forêts montagneuses, le long de cours d'eau à des altitudes de 1000 à 1600 mètres, dans des endroits semi-ombragés.

## Description
Il peut atteindre une hauteur de 8 mètres et possède un tronc souterrain court, surmontée de 10-15 grandes feuilles pennées pouvant atteindre chacune 7,5 mètres,.

## Utilisations
Ses fruits sont utilisés à des fins alimentaires. En effet la graine possède une grande quantité d'huile de très bonne qualité. Elle a été reconnue comme espèce commerciale potentielle, non exploitée par l'absence de machines adaptées pour casser l'endocarpe très dur sans abimer la graine.